# Stefan Geosits

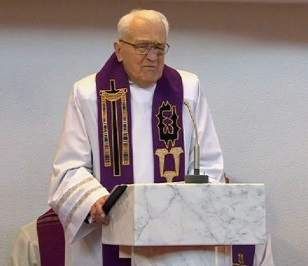
Stefan Geosits

Stefan Geosits, auch kroatisch: Štefan Geošić (* 17. August 1927 in Prostrum, Ungarn; † 20. Juni 2022 in Klingenbach, Österreich), war ein österreichischer römisch-katholischer Geistlicher, Theologe, Schriftsteller und Übersetzer der burgenlandkroatischen Sprache.

## Leben
Stefan Geosits besuchte das Gymnasium in Szombathely und studierte Philosophie und Theologie in Wien. 1952 empfing er die Priesterweihe. Von 1952 bis 1955 war er Kaplan in den kroatischen Dörfern Nikitsch, Parndorf und Kroatisch Minihof, alle im Burgenland. Von 1955 bis 1958 studierte er biblische Theologie in Rom und Jerusalem. 1964 wurde er zum Doktor der Theologie promoviert und war bis 1991 als außerordentlicher Professor tätig. 
Ab 1958 war er Pfarrer in Klingenbach im Burgenland, wo er sich vor allem als Übersetzer von Theaterstücken und Regisseur der burgenlandkroatischen Theatergruppe ausgezeichnet hat. Geosits schrieb regionalgeschichtliche Monografien.
Er hat mehrere Gebets- und Liturgiebücher verfasst oder war als Co-Autor beteiligt. Er ist Verfasser der fünfbändigen Gradišće-Bibel , wobei er die Schriften des Alten Testaments aus dem Hebräischen ins Burgenlandkroatische übersetzte. Dabei fertigte er auch eine modifizierte Übersetzung des bestehenden Neuen Testaments an. Letztere wurde aus dem Griechischen übersetzt, wobei die bis dahin verwendete Fassung auf der lateinischen Vulgata basierte. Er arbeitete 25 Jahre an diesem Werk.
2015 wurde er mit dem Kulturpreis der Burgenlandkroaten geehrt. Er wurde in Klingenbach bestattet.

## Werke
- 700 Jahre St. Jakobskirche und Pfarre Klingenbach (1976)
- Die burgenländischen Kroaten im Wandel der Zeit (1986)
- Ergebnisse der Volkszählungen 1900–1981 (1986)
- Knjiga mudrosti (1996)
- Szentpéterfa = Petrovo Selo = Prostrum: 1221-1996 (1996)
- Vjerovati i živiti (2010)
- Biblija na gradišćanskohrvatskom jeziku (2014; 5 Bände)